# William Christian Bullitt Jr.
William Christian Bullitt Jr. (25 de enero de 1891 – 15 de febrero de 1967) fue un diplomático, periodista y novelista estadounidense. Se hizo conocido por ser el negociador estadounidense con Lenin en la Conferencia de Paz de París, a veces señalado como una oportunidad perdida para mejorar las relaciones con los bolcheviques. Por otro lado, fue el primer embajador de los Estados Unidos en la Unión Soviética y también embajador de Estados Unidos en Francia durante Segunda Guerra Mundial. En su juventud, fue considerado como un radical, pero luego fue reconocido como uno de los mayores anticomunistas, que utilizaba estratagemas homofóbicas y cuestiones personales para perseguir supuestos comunistas en su personal.

## Primeros años
Bullitt nació en una familia ilustre de Filadelfia, hijo de Louisa Gross Horwitz y William Christian Bullitt Sr. Su abuelo fue John Christian Bullitt, fundador del bufete actualmente conocido como Drinker Biddle & Reath. Se graduó de la Universidad de Yale en 1912, siendo votado como el «más brillante» de la clase por sus compañeros. Asistió brevemente al Harvard Law School, pero la dejó en el año 1914. En Yale fue miembro de Scroll and Key.
Se casó con la socialité Aimee Ernesta Drinker (1892-1981) en 1916. Tuvieron un niño en 1917, quien falleció dos días después del nacimiento. Se divorciaron en 1923. En 1924, se casó con Louise Bryant, periodista autora de Six Red Months in Russia, y viuda del periodista radical John Reed. Bullitt se divorció de Bryant en 1930 y se encargó de la hija que tuvieron, ya que la acusó de alcoholismo y de haber tenido una relación con el escultor Gwen Le Gallienne, luego de que Bullitt la descubrió en una situación lésbica. La hija de los Bullitts fue nombrada Anne Moen Bullitt, quien nació en febrero de 1924, ocho semanas después del casamiento. Anne Bullitt no tuvo hijos. In 1967, se casó con el senador Daniel Brewster, su cuarto esposo.
William Bullitt se convirtió en corresponsal extranjero de periódicos en Europa y posteriormente novelista. En 1926, publicó el libro It's Not Done, una novela satírica sobre una decadente aristocracia de Chesterbridge, Filadelfia, y la vida de éstos alrededor de Rittenhouse Square. The New York Times describió la novela como una "de ideas, cuya limitación es que es una andanada, una novela propagandística, dirigida contra una institución, el ideal aristocrático estadounidense, cuyo defecto es que el humo no acaba de despejarse para poder contar con precisión los cadáveres."

## Carrera diplomática
Comenzó a trabajar para Woodrow Wilson, quien en 1919 lo mandó a la Conferencia de Paz de París, Bullitt era un defensor de un orden jurídico internacional, que luego se conoció como wilsonianismo.
Fue embajador en la Unión Soviética, puesto que ocupó entre 1933 a 1936, el primero enviado por Estados Unidos tras la revolución bolchevique de 1917. Fue bien recibido porque los soviéticos tenían un buen recuerdo de su actuación en París en 1919.
Posteriormente, fue designado embajador de Estados Unidos en Francia, entre 1936 y 1940, época de la Segunda Guerra Mundial. El presidente Franklin D. Roosevelt lo incorporó a las Fuerzas Armadas para que pudiera luchar con la Francia Libre contra los nazis. Bullit murió en Neuilly-sur-Seine, el 15 de febrero de 1967, pero sus restos fueron repatriados a Filadelfia, donde descansan en un cementerio de la ciudad.

## Bullit y Freud
Bullit, durante su estadía en Europa, se hizo atender por Sigmund Freud, con quien se hizo amigo. Decidieron escribir un libro juntos analizando la personalidad del presidente Woodrow Wilson.